# Tephritis angulatofasciata
Tephritis angulatofasciata är en tvåvingeart som beskrevs av Josef Aloizievitsch Portschinsky 1891. Tephritis angulatofasciata ingår i släktet Tephritis och familjen borrflugor.
Artens utbredningsområde är Iran. Inga underarter finns listade i Catalogue of Life.